# 布利克蒂圣母村
布利克蒂圣母村（法語：Notre-Dame-de-Bliquetuit，法語發音：[nɔtʁ dam də bliktɥi]）是法国滨海塞纳省的一个市镇，属于鲁昂区。

## 地理
布利克蒂圣母村（49°29'41"N, 0°45'51"E）面积9.78 平方千米，位于法国诺曼底大区滨海塞纳省，该省份为法国北部沿海省份，其西部及北部濒大西洋英吉利海峡，东起顺时针与索姆省、瓦兹省、厄尔省和卡爾瓦多斯省接壤。
与布利克蒂圣母村接壤的市镇（或旧市镇、城区）包括：阿尔洛讷昂塞纳、勒特雷、里沃昂塞纳。

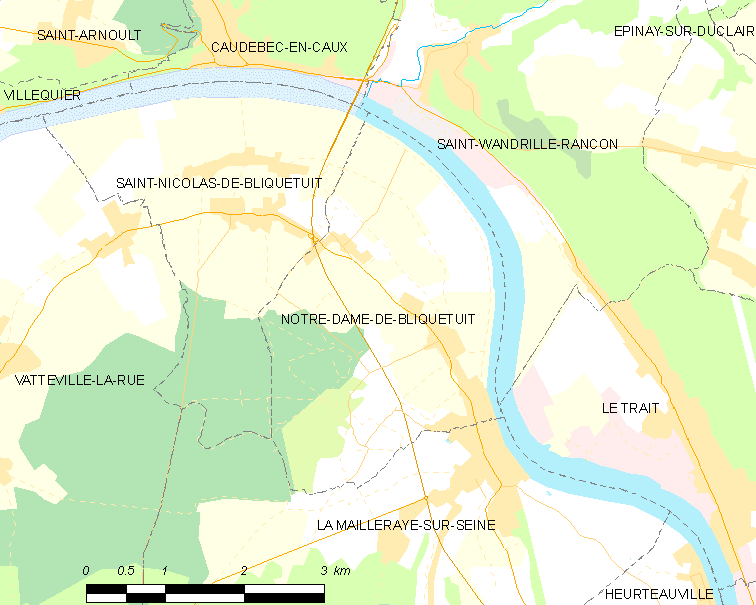
布利克蒂圣母村的OSM定位图

布利克蒂圣母村的时区为UTC+01:00、UTC+02:00（夏令时）。

## 行政
布利克蒂圣母村的邮政编码为76940，INSEE市镇编码为76473。

## 政治
布利克蒂圣母村所属的省级选区为塞纳河畔热罗姆港县。

## 人口

1962-2008年间布利克蒂圣母村人口变化图示

布利克蒂圣母村于2022年1月1日时的人口数量为824人。